# Il divorzista
Il divorzista (신성한, 이혼?, Sinseong-han, ihonLR; lett. "Divorzio sacro") è una serie televisiva sudcoreana trasmessa su JTBC dal 4 marzo al 9 aprile 2023, tratta dall'omonimo webtoon di Kang Tae-kyung. Internazionalmente è distribuita da Netflix.

## Trama
A causa di un drammatico incidente, il musicista Shin Sung-han è costretto a studiare legge e diventare un avvocato divorzista.

## Personaggi e interpreti
- Shin Sung-han, interpretato da Cho Seung-woo
- Lee Seo-jin, interpretata da Han Hye-jin
- Jang Hyeong-geun, interpretato da Kim Sung-kyun
- Jo Jeong-sik, interpretato da Jung Moon-sung